# Honorius (kejsare)
Flavius Honorius Augustus, född 384, död 423, var västromersk kejsare från år 395 till sin död.

## Biografi

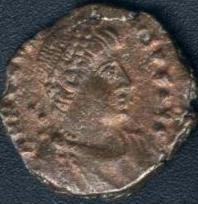
Honorius avbildad på ett samtida romerskt mynt.

Han var son till Theodosius I, och ärvde vid elva års ålder västra rikshalvan medan hans bror Arcadius tilldelades den östra (östromerska riket). På grund av sin låga ålder hade han vandalen Stilicho som förmyndare. Från 403 regerade Honorius från Ravenna.

Honorius skall ha försummat sin utbildning och enligt historieskrivarna levde han som en dagdrivare. Han förmäldes först med Stilichos ena dotter  Maria, senare med dennes andra dotter, Aemilia Materna Thermantia. Trots det förmåddes han att låta mörda Stilicho år 408.

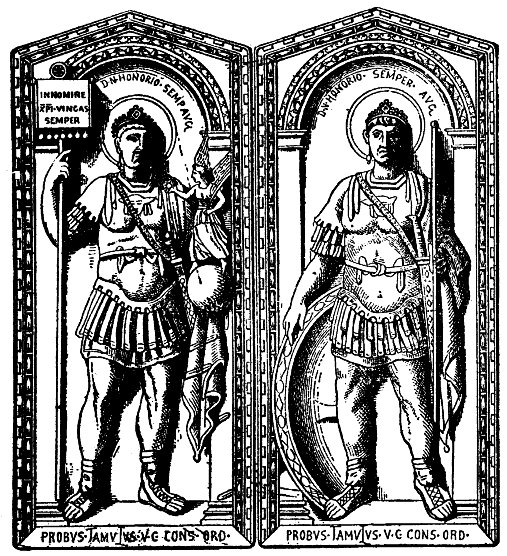
Elfenbensrelief, diptyk, i katedralen i Aosta, föreställande kejsar Honorius.

Från 402 var Italien återkommande invaderat av barbarer, men under Stilichos ledning gick landets styre ändå bra – bara Britannien och Gallien måste uppges. Riket invaderades återigen när den kraftfulle Stilicho var ur vägen. Under tiden som Alarik I intog Rom år 410 skall Honorius ha fördrivit tiden med att mata höns vid hovet i Ravenna – att föda upp höns lär nämligen ha varit hans favoritsysselsättning. När han fick höra att "Rom plundrats" trodde han först att det var fråga om en höna som han uppkallat efter staden och blev mycket upprörd. När han försäkrats om att det var staden som plundrats kunde han lugna ner sig.[källa behövs] Resten av världen såg händelserna annorlunda och Roms plundring inspirerade bland annat Augustinus att skriva "Om Gudsstaten" (De civitate Dei). Senare skulle munken Beda Venerabilis skriva: Quando cadet Roma, cadet et mundus (När Rom faller, faller också världen).
Honorius tvingades år 421 att låta generalen Constantius dela tronen. Han hade själv lovat Constantius sin halvsyster Galla Placidia som gemål.